# ديفيد بينيوف
ديفيد بينيوف (بالإنجليزية: David Benioff)‏ هو روائي وكاتب سينمائي ومنتج تلفزيوني أمريكي، وُلِد في 25 سبتمبر 1970 في نيويورك واشتهر بكونه أحد الكُتّاب الرئيسيين للمسلسل الملحمي صراع العروش.

## حياته المُبكّرة
ولِدَ ديفيد في نيويورك في 25 سبتمبر في 1970 وهو من أصلٍ يهودي. والداه هما باربرا بينوف وستيفن فريدمان وذاك الأخير هو رئيسٌ سابق لبنك غولدمان ساكس. وقد قام ديفيد بتغيير اسمه من ديفيد فريدمان إلى ديفيد بينيوف وذلك لعدم الخلط بينه وبين الكاتب والفيزيائي الأمريكي ديفيد فريدمان. تخرّج من كلية دارتموث، وكان مدرّساً للغة الإنجليزية في مدرسة ثانويةٍ في بروكلين. بالإضافة لكونه ارتاد جامعة كاليفورنيا في إرفاين وكليّة الثالوث في دبلن وحصل على شهادة الماجستير في الفنون الجميلة في برنامج الكتابة الإبداعيّة.

## حياته المهنيّة
خلال عمله كمدرّس في المدرسة الثانوية، كَتَب ديفيد روايته الأولى ذات عنوان The 25th Hour ثُمَّ حوّلت لفيلم سينمائي في 2002 باسم 25th Hour من بطولة إدوارد نورتون وإخراج سبايك لي. ثُمّ كتب مجموعةً من القصص القصيرة تحت عنوان When the Nines Roll Over في 2004.
وفي 2004 أيضاً قام ديفيد بصياغة سينايريو فيلم المثيولوجيا طروادة. كما قام بكتابة نص فيلم Stay في 2005 وهو من إخراج مارك فوستير وبطولة إيوان مكريغور ونعومي واتس. وكتب كذلك سيناريو فيلم عداء الطائرة الورقية المبنيّ على رواية تحمل نفس الاسم، وهو من إخراج مارك فوستير أيضاً. وكتبَ عقداً في 2004 لكتابة سيناريو فيلم رجال إكس الأصول: وولفرين وعمل على كتابته خلال ثلاثِ سنوات.
قامَ بنشر روايته الثانية في 2008 ذات عنوان City of Thieves، وفي 2011 عَمِلَ مع دانيال وايز في كتابة مسلسل صراع العروش المبنيّ على سلسلة روايات أغنية الجليد والنار لمؤلفها جورج مارتن. وفي أبريل 2014، أعلنَ هو ودانيال عن مشروعهم الجديد المبنيّ على رواية Dirty White Boys من تأليف ستيفن هنتر الحائز على جائزة بوليتزر.

## حياته الشخصيّة
في 30 سبتمبر 2006 اقترن ديفيد مع أماندا بيت في حفل زفاف يهوديّ تقليديّ في نيويورك. وأنجب طفلته الأولى وسمّها فرنسيس بين في 2007. وابنتهم الثانية مولي ولدت في 2010.

## أعماله

### الكتب
| اسم الكتاب               | تاريخ النشر   | ردمك          |
| ------------------------ | ------------- | ------------- |
| The 25th Hour            | 29 يونيو 2002 | 0-452-28295-0 |
| When the Nines Roll Over | 19 أغسطس 2004 | 0-670-03339-1 |
| City of Thieves          | 15 مايو 2008  | 0-670-01870-8 |

### الأفلام
- 25th Hour
- Troy
- Stay
- The Kite Runner
- X-Men Origins: Wolverine
- Brothers

### التلفاز
- Game of Throne
- It's Always Sunny in Philadelphia (حلقة واحدة وحسب).

## روابط خارجية
- ديفيد بينيوف على موقع IMDb (الإنجليزية)
- ديفيد بينيوف على موقع روتن توميتوز (الإنجليزية)
- ديفيد بينيوف على موقع ألو سيني (الفرنسية)
- ديفيد بينيوف على موقع ميوزك برينز (الإنجليزية)
- ديفيد بينيوف على موقع أول موفي (الإنجليزية)
- ديفيد بينيوف على موقع قاعدة بيانات الأفلام السويدية (السويدية)
- ديفيد بينيوف على موقع قاعدة بيانات الفيلم (الإنجليزية)
- ديفيد بينيوف على موقع كينوبويسك (الروسية)